# Federico V de Zollern
Federico V de Zollern (en alemán: Friedrich V. von Zollern), apodado el "Ilustre" (?, siglo XIII-Burg Hohenzollern, 24 de mayo de 1289), fue conde de Zollern desde 1251/1255 a 1289.

## Biografía
Federico era hijo del conde Federico IV de Zollern, conocido como «el León», y de Isabel de Habsburgo. Sucedió a su padre alrededor de 1255. En 1259 adquirió el bailliage de la abadía de San Martín en Beuron y fue el fundador del monasterio de Stetten en Gnadental.
Federico  y su esposa ampliaron la abadía en 1267. Agregaron una cripta donde a partir de entonces, y hasta el siglo XV, serían enterrados los miembros de la familia Zollern. Es posible que un túnel conectara el castillo con esta cripta. Cuenta la leyenda que Federico construyó la abadía para resolver un problema que tenía con el emperador Federico II, después de que se hubiera negado a contribuir con tropas cuando el emperador estaba formando un ejército. Federico tuvo un largo conflicto con los condes de Hohenberg, que se resolvió cuando el rey Rodolfo I de Alemania medió en 1286.
Este príncipe fue descrito por sus contemporáneos como un hombre piadoso y muy respetado. Bajo su reinado, el condado de Zollern alcanzó su apogeo, y las posesiones de los Hohenzollern de Suabia formaban un dominio bastante cerrado, ya que la mayoría de las posesiones distantes se habían vendido. Federico gobernó el territorio del posterior Principado de Hohenzollern-Hechingen, el posterior Oberamt Balingen de los Württemberg, el dominio de Mühlheim an der Donau y una franja de tierra entre Hechingen y Tubinga. Balingen se perderá ante los Hohenzollern en 1403 cuando se vendió a los Württemberger. No había ningún área cerrada en la dirección de la esfera de influencia de los condes de Hohenberg, donde se mezclaban las posesiones. A la muerte de Federico V, la división de sus tierras entre sus hijos provocó una pérdida de influencia del condado.
Udihild de Dillingen, esposa de Federico V de Zollern, era hija del último conde de Dillingen y hermana de Hartmann von Dillingen, obispo de Augsburgo. A la muerte de su marido, tomó el velo y murió en el monasterio de Stetten.

## Matrimonio e hijos

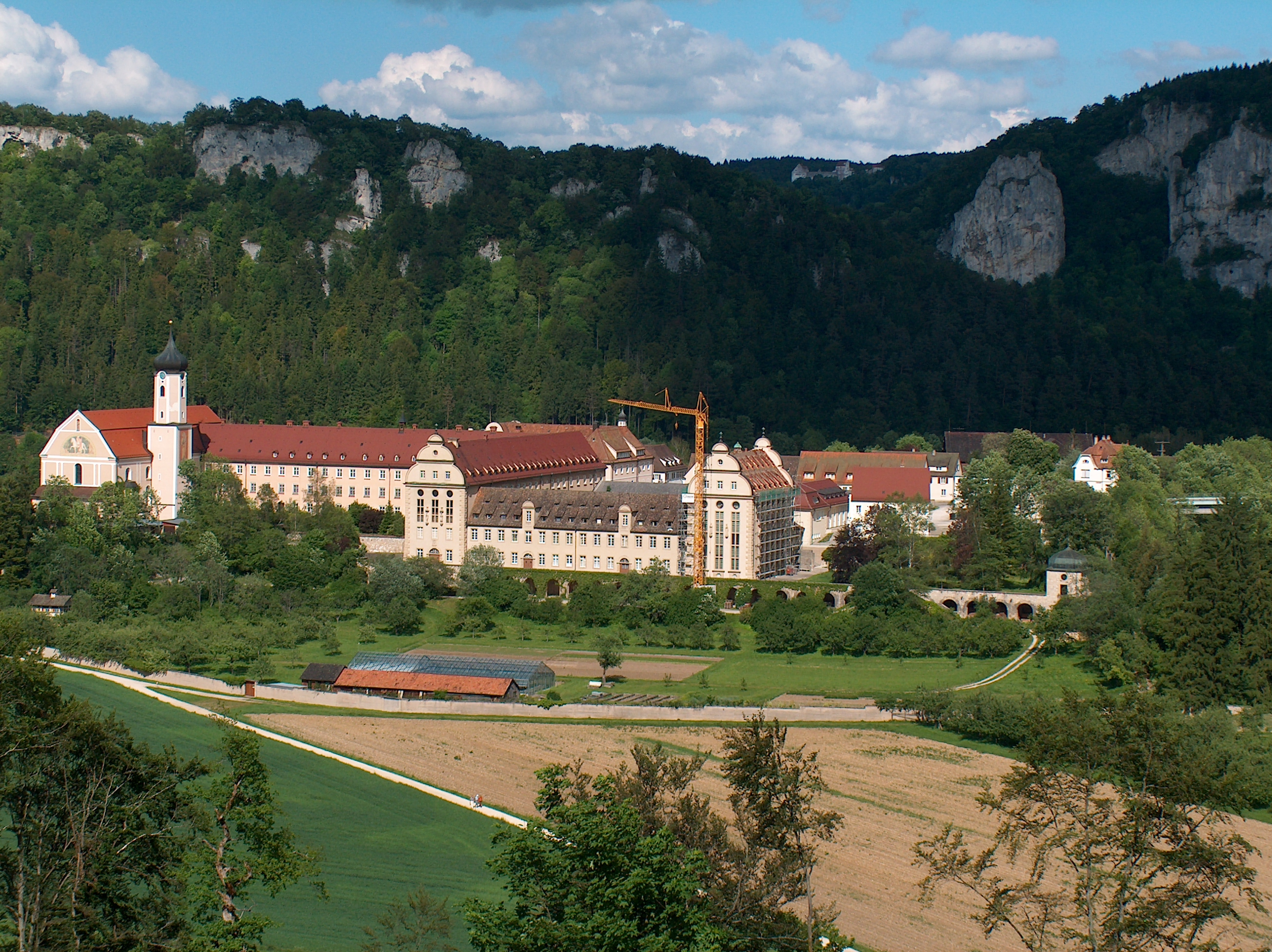
Abadía de San Martín en Beuron

Federico V de Zollern se casó en 1258 con Udihild de Dillingen (fall. 1289), hija del último conde de Dillingen y hermana de Hartmann de  Dillingen, obispo de Augsburgo.  Udilhild sobrevivió a su marido y a su muerte ingresó como monja en la abadía de Stetten , donde murió. De su unión nacieron cinco hijos:
- Federico VI de Zollern, conde de Hohenzollern (fall. 1298), casado en 1281 con la princesa Cunegunda de Baden (1265-1310);
- Federico (fall. 1304), preboste en Augsburgo.
- Adelaida de Zollern (fall.1296/1308), casada con Henri de Geroldseck (fall. 1300);
- Federico I de Zollern-Schalksbourg (fall. 1303), casado en 1282 con Udihild von Merkenberg (fall. 1304) (dos hijos), fue el fundador de la línea Hohenzollern-Schalksbourg;
- Wilburg de Zollern (fall. 1306), monja en Stetten;

## Destacable

Batalla de Grünwald

En la familia Hohenzollern-Schalksburg, una personalidad adquirió cierta fama. En efecto, el conde Federico Hohenzollern-Schalksbourg, caballero teutónico, realizó en 1432 un viaje a Tierra Santa. Ocho años más tarde, cumplió las funciones de maestro alemán (Deutschmeister), se le encomendó la gestión de la provincia más importante (llamada de paz) en Alemania. Unos años más tarde, fue nombrado procurador de la ciudad de Dirschau, luego sucesivamente de las ciudades de Osterode y de Balga. El 15 de julio de  1410 se distinguió durante la batalla de Grunwald (Tannenberg) donde luchó valientemente contra un ejército bajo el mando de Vladislao II Jagiellon, rey de Polonia y Vytautas el Grande, gran duque de Lituania.
El conde Federico de Hohenzollern-Schalksbourg fue el primer miembro de la familia Hohenzollern al que se le asignó un papel importante en Prusia a principios del siglo XV.
Alberto de Brandeburgo, uno de sus primos lejanos, será también a mediados del siglo XVI gran maestre de la Orden Teutónica.

## Genealogía

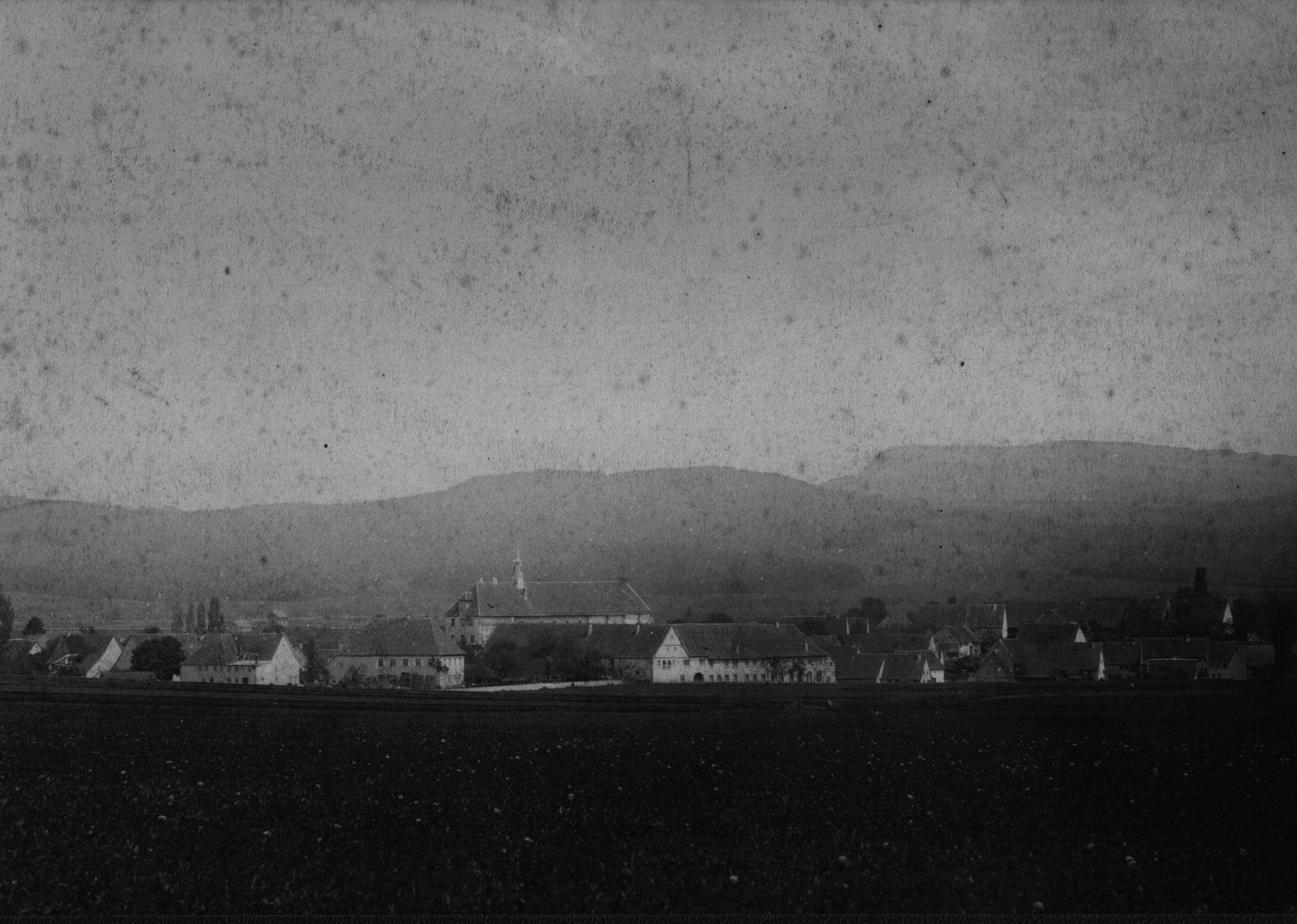
Monasterio de Stetten en 1898

Federico V de Zollern pertenece a la cuarta rama (línea Hohenzollern-Hechingen) de la primera rama de la casa de Hohenzollern y es el ascendiente de Miguel I de Rumania. Esta cuarta rama se extinguió en 1869 a la muerte de Federico Guillermo de Hohenzollern-Hechingen.